# Mafia (Distrikt)
Mafia ist ein Distrikt (wilaya) der tansanischen Region (mkoa) Pwani. Der Distrikt umfasst die gleichnamige Insel im Sansibar-Archipel mit ihren Nebeninseln, wovon Jibondo, Juani, Chole und Bwejuu die größten sind.

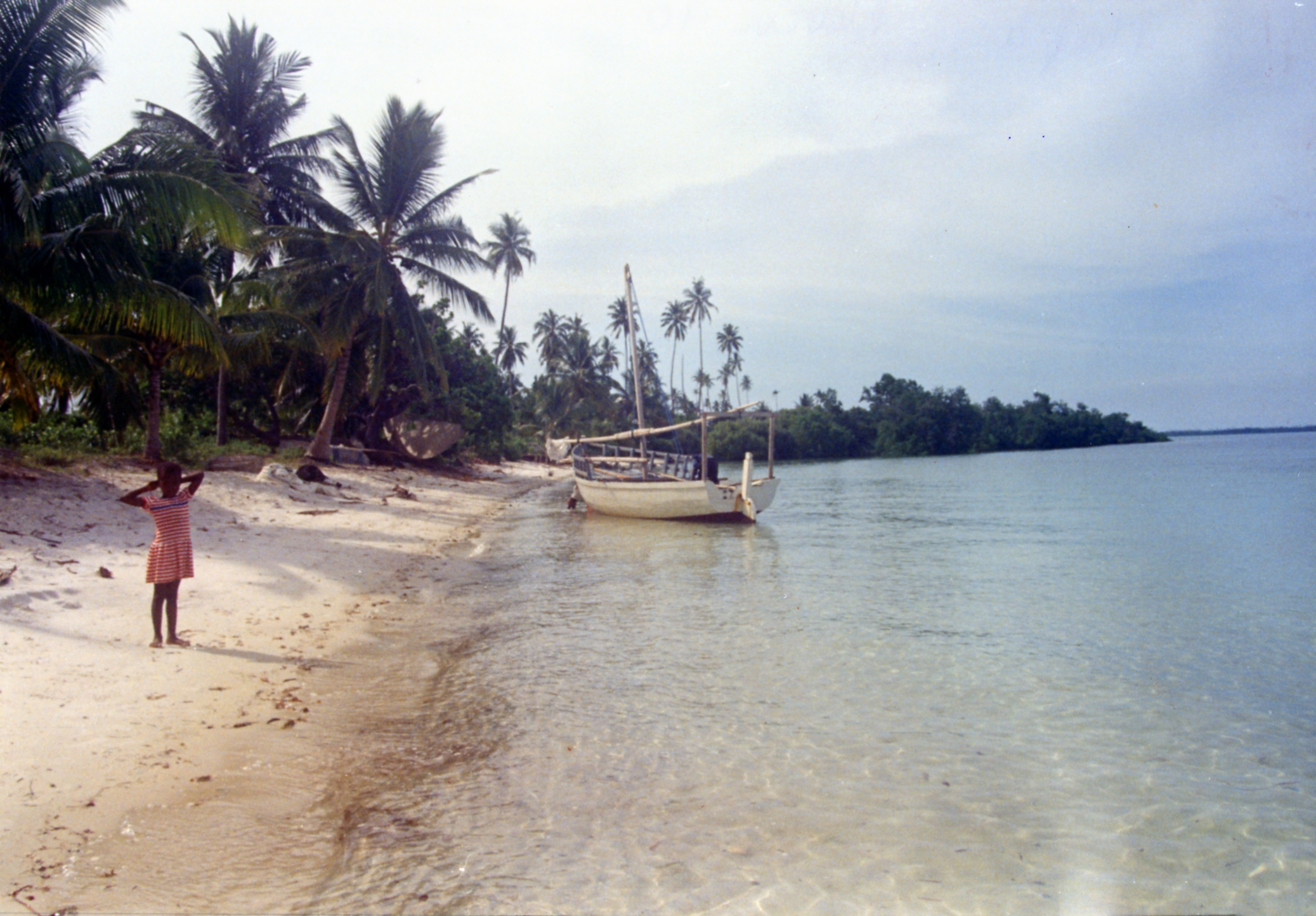
Strand auf der Insel Mafia.

## Geografie
Der Distrikt hat eine Größe von 518 Quadratkilometer und 66.180 Einwohner (Volkszählung 2022). Die Hauptinsel liegt rund 120 Kilometer südlich von Daressalam und 20 Kilometer vor der Küste des Rufij-Deltas im Indischen Ozean. Die Inseln bestehen aus Korallengestein, das von sandigen Lehm überlagert ist. Im Durchschnitt liegt die Insel 20 Meter über dem Meer, die höchste Erhebung im Norden der Insel Mafia liegt 60 Meter hoch.
Im Distrikt gibt es zwei Regenzeiten. Kurze Regenschauer fallen von Oktober bis Dezember, längere Niederschläge gibt es von März bis Juni. Insgesamt fallen jährlich rund 2000 Millimeter Regen. Die Temperatur liegt bei 30 Grad Celsius, am kühlsten ist es von Mai bis Juli.

## Geschichte
Der Distrikt Mafia wurde im Jahr 1959 eingerichtet.

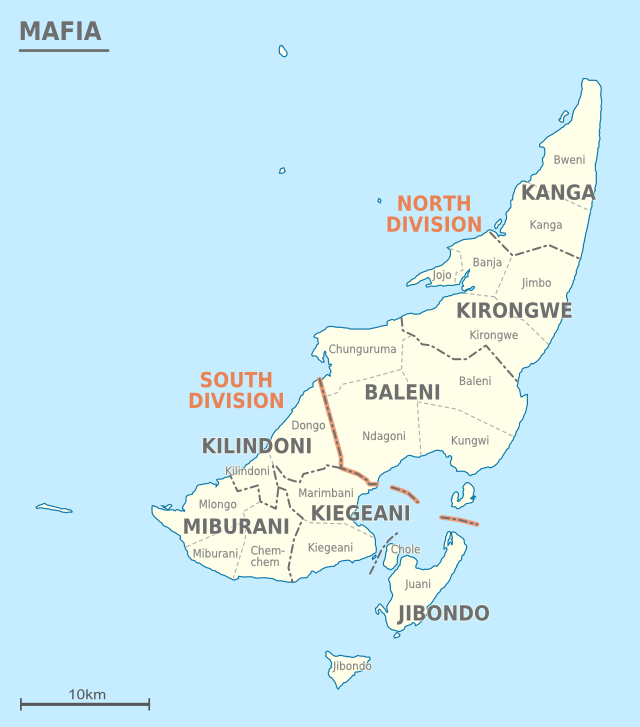
Verwaltungsgliederung

## Verwaltungsgliederung
Der Distrikt untergliedert sich weiter in zwei divisions, und darunter sieben wards (shehia):
| Ward (shehia) | Fläche km² | Bevölkerung 2002 | Bevölkerung 2012 | Bevölkerung 2022 | Dörfer                              |
| ------------- | ---------- | ---------------- | ---------------- | ---------------- | ----------------------------------- |
| Baleni        | 132.1      | 9.137            | 5.870            | 6.091            | Baleni, Kungwi, Ndagoni, Chunguruma |
| Jibondo       | 21.9       | 3.405            | 3.729            | 4.333            | Jibondo, Chole, Juani               |
| Kanga         | 52.7       | 3.317            | 3.758            | 4.516            | Kanga, Bweni                        |
| Kilindoni     | 36.8       | 11.696           | 14.221           | 25.680           | Kilindoni, Dongo                    |
| Kirongwe      | 77.0       | 5.260            | 5.701            | 7.869            | Kirongwe, Jimbo, Banja, Jojo        |
| Kiegeani      | 40.3       | 3.379            | 4.094            | 5.335            | Kiegani, Marimbani                  |
| Miburani      | 52.3       | 4.363            | 4.106            | 5.060            | Miburani, Mlongo, Chemchem          |
| Ndagoni       |            |                  | 4.959            | 7.296            |                                     |
| Mafia Island  | 518        | 40.801           | 46.438           | 66.180           | 20 Dörfer                           |

Baleni, Kanga und Kirongwe bilden die North Division, und die übrigen wards die South Division. Ndagoni wurde im Jahr 2012 abgespalten.

## Bevölkerung
Die Einwohnerzahl stieg von 33.079 im Jahr 1988 auf 40.557 bei der Volkszählung 2002 und weiter auf 46.438 im Jahr 2012. Das entspricht einem jährlichen Wachstum von 1,5 Prozent. Im Jahr 2012 sprachen beinahe zwei Drittel der Über-Fünfjährigen Swahili und zehn Prozent Swahili und Englisch. Rund ein Viertel waren Analphabeten.

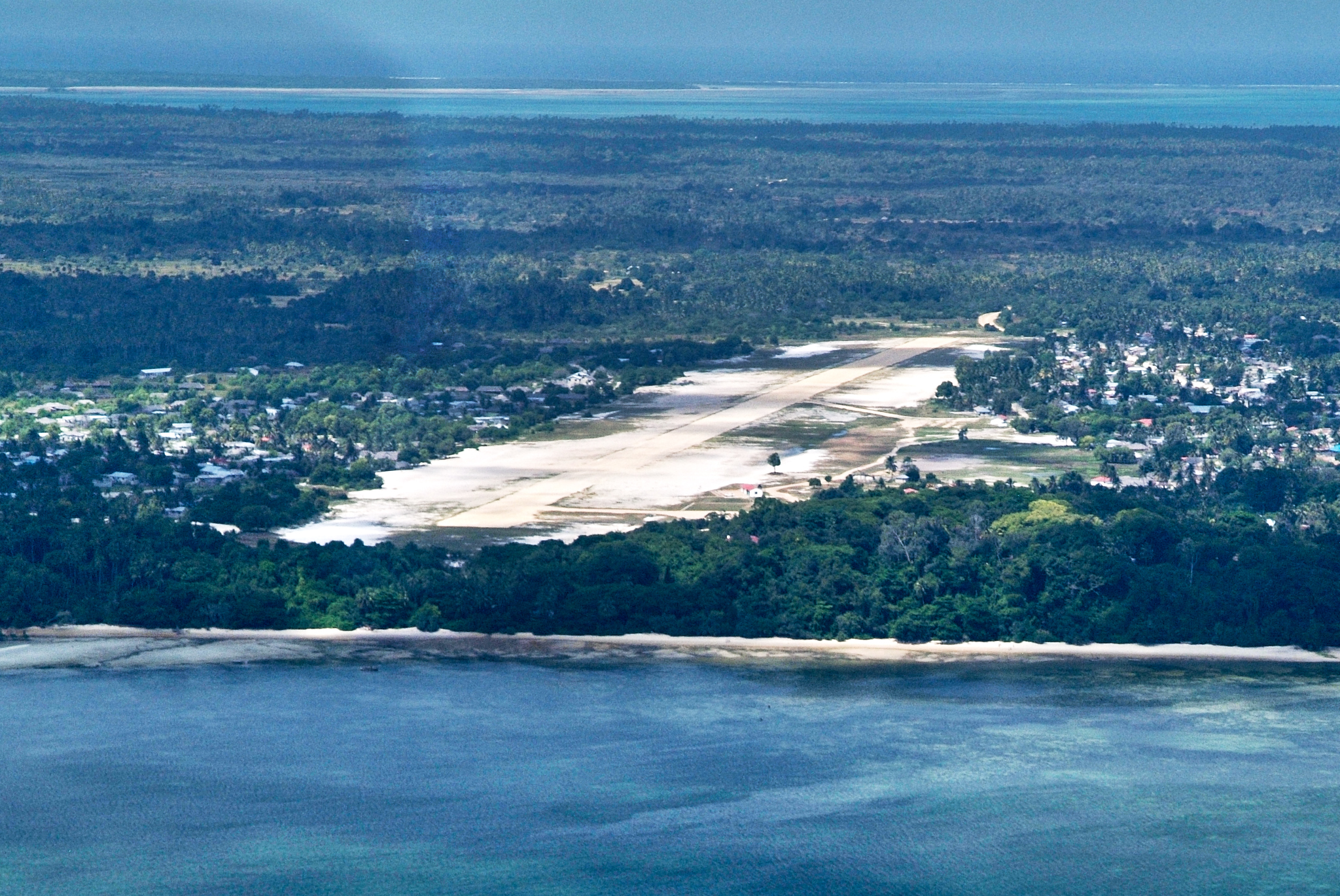
Blick auf den Flughafen und über die Insel Mafia.

## Wirtschaft und Infrastruktur
- Landwirtschaft: Die Landwirtschaft ist der wichtigste Wirtschaftszweig, etwa 60 Prozent der Bevölkerung leben von ihr. Für den Eigenbedarf werden vor allem Reis, Maniok, Süßkartoffel, Bananen und Gemüse angebaut. Für den Verkauf bestimmt sind Kokosnüsse und Cashewnüsse.[10]
- Fischerei: Rund vierzig Prozent der Bevölkerung leben vom Fischfang.[10]
- Fremdenverkehr: In der Saison 2017/18 beherbergten 15 Hotels 5400 Touristen.[11]
- Flughafen: Der kleine Flughafen im Südwesten der Insel wird von den Fluglinien Coastal Aviation und Auric Air angeflogen und bietet Verbindungen nach Daressalam, Sansibar und Kilwa Masoko.[12]

## Sehenswürdigkeiten
- Mafia Island Marine Park: Das Mafia Meeres-Schutzgebiet ist 700 Quadratkilometer groß und umfasst den Strand südlich der Forbes-Bucht bis zum Tutia-Riff im Süden. Er umschließt sechs Inseln und den dazwischen liegenden Ozean.[13]